# Johannes Bobrowski
Pour les articles homonymes, voir Bobrowski.
Œuvres principales
Signes du temps (1967)

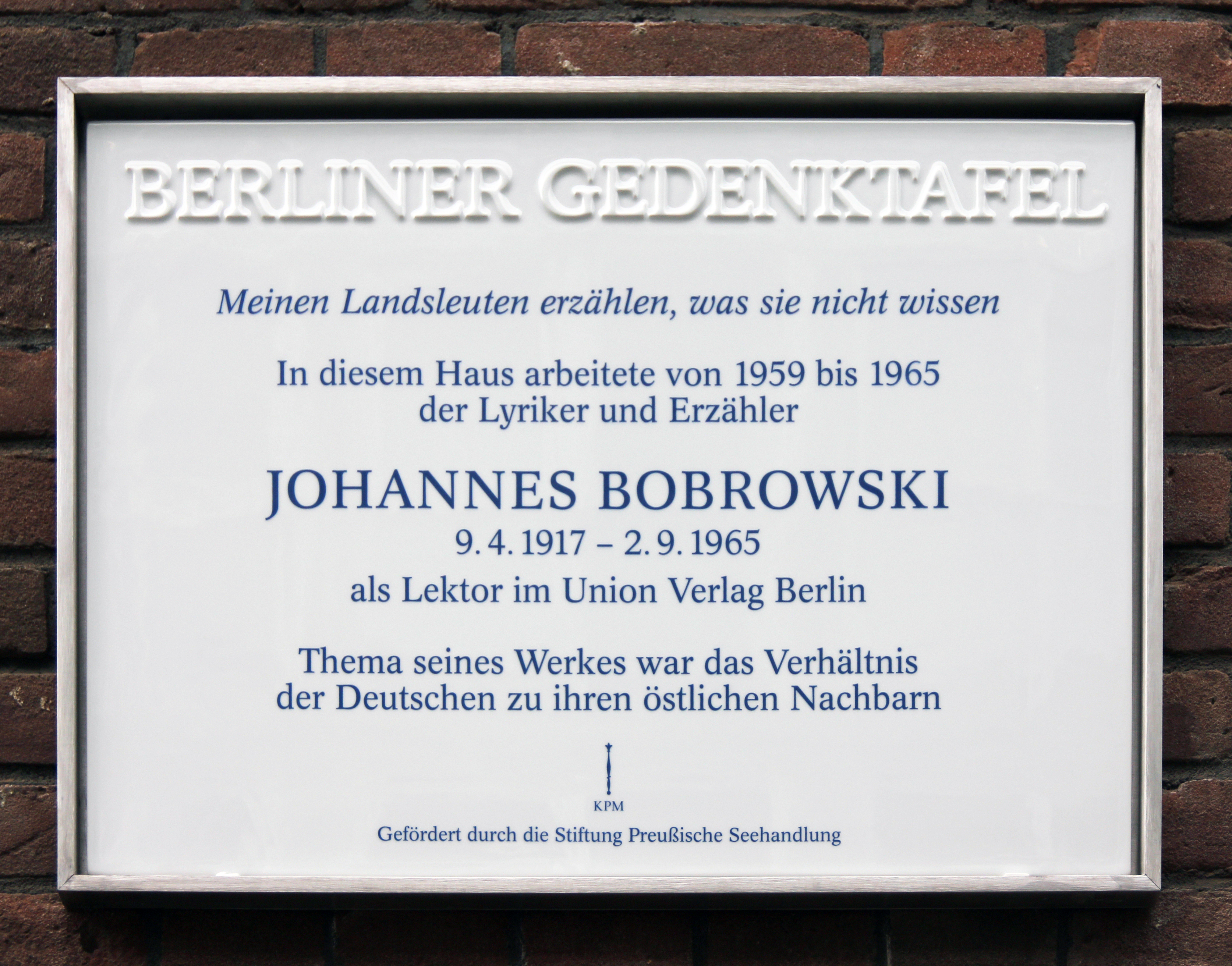
Plaque commémorative

Johannes Bobrowski est un poète et essayiste allemand né le 9 avril 1917 à Tilsit (aujourd’hui Sovetsk, dans l’oblast de Kaliningrad), en Prusse-Orientale, et mort le 2 septembre 1965 à Berlin-Est.

## Biographie
Né en Prusse-Orientale, Bobrowski décrit son enfance sur les rives du Niémen (Memel en allemand).
Ernst Wiechert a été son professeur.
Durant la Seconde Guerre mondiale, il est caporal-chef dans l’armée allemande. Capturé par l’armée soviétique, il est prisonnier de 1945 à 1949 et travaille de force dans une mine de charbon. 
Il meurt des suites d’une appendicite perforée.

## Œuvres
Les œuvres de Bobrowski reflètent sa connaissance du paysage de l'Europe de l'Est, des cultures allemande, balte et slave, ainsi que de leurs langues et de leurs mythes. L'histoire des Allemands et des peuples d'Europe de l'Est est son thème principal. « Parce que j'ai grandi près de Memel, où vivaient ensemble Polonais, Lituaniens, Russes et Allemands, et parmi eux, les Juifs. Mon peuple porte une longue histoire de malheurs et de culpabilité, depuis l'époque de l'Ordre teutonique. »
Poèmes
- Sarmatische Zeit (1961) /  Temps sarmate
- Schattenland Ströme (1962) / Pays d'ombre fleuve
- Wetterzeichen (1967[3]) / Signes du temps
- Im Windgesträuch (1970) / Dans les buissons du vent

Nouvelles
- Levins Mühle, 34 Sätze über meinen Großvater
- Der Mahner
- Boehlendorff und Mäusefest (1965)

Roman
- Litauische Claviere (1966)

### Traductions en français
- Le Moulin à Levine (trad. Luc de Goustine), Le Seuil, 1966
- Les Pianos de Lituanie (trad. Laurent Cassagnau), Maren Sell, 1990
- (fr + de) Signes du temps (trad. de l'allemand par Jean-Claude Schneider), Paris, Ateliers la Feugraie, 1992, 149 p. (ISBN 2-905408-17-0)
- (fr + de) Ce qui vit encore (trad. Ralph Dutli et Antoine Jaccottet), Paris, Éditions de la Différence, coll. « Orphée », 1993
- Bohlendorff et quelques autres : Proses (trad. Jean-Claude Schneider), La Dogana, 1993
- (fr + de) Dans les Halliers du vent (trad. de l'allemand par Jean-Claude Schneider), Saint-Pierre-la-Vieille, Ateliers la Feugraie, 2000, 162 p. (ISBN 2-905408-49-9)
- (fr + de) Terre d'ombres fleuves (trad. de l'allemand par Jean-Claude Schneider), Paris, Ateliers la Feugraie, 2005, 171 p. (ISBN 2-905408-71-5)

## Distinctions
- Prix du Groupe 47 (1962)
- Prix Heinrich Mann (1965)
- Prix Charles-Veillon (1965)
- F.-C.-Weiskopf-Preis (1967, à titre posthume)